# 大トルコ戦争
大トルコ戦争（だいトルコせんそう、1683年 - 1699年）は、17世紀後半に起こったハンガリー、トランシルヴァニアを巡るオーストリア・ポーランド・ヴェネツィア・ロシアなどの神聖同盟とオスマン帝国の戦争である。
1699年のカルロヴィッツ条約締結でオーストリアは再興のきっかけを作り、オスマン帝国は衰退の一途を辿っていった。

## 名称
日本語を含む多くの国では大トルコ戦争（ドイツ語: Großer Türkenkrieg、ロシア語: Великая Турецкая война）という呼称だが、戦争当事国であるトルコ等の一部の国ではオスマン・神聖同盟戦争（トルコ語: Osmanlı-Kutsal İttifak savaşları）や、オーストリア・トルコ戦争（イタリア語: Guerra austro-turca、ポーランド語: V wojna austriacko-turecka）という呼称なども使用されている。

## 戦闘の経過

### ウィーン包囲戦前後
ハプスブルク家が支配するオーストリアとオスマン帝国は三十年戦争後に対立、ハンガリー、トランシルヴァニアでは紛争が絶えなかった。1664年にオスマン帝国がハンガリーへ侵攻してきた時はオーストリアの将軍ライモンド・モンテクッコリがザンクトゴットハールドの戦いでオスマン帝国軍に勝利したが、西のフランス王ルイ14世が領土拡大の野望を抱いていたためオーストリアは積極的に動けず、ヴァシュヴァールの和約で20年の休戦、オスマン帝国の傀儡のトランシルヴァニア公アパフィ・ミハーイ1世を承認、毎年のオスマン帝国への贈与金などハプスブルク家に不利な内容を締結した。その結果ハンガリー・トランシルヴァニアの反ハプスブルク派貴族が勢いづき、1670年のヴェッシェレーニ陰謀の摘発と弾圧、1678年のテケリ・イムレの蜂起に繋がった。
神聖ローマ皇帝レオポルト1世は事態を重く見てハンガリーに対する弾圧を中止、1681年に絶対主義政策を撤回して貴族の宥和に勤めたが、テケリはゲリラ活動を続け、1683年にオスマン帝国大宰相カラ・ムスタファ・パシャがテケリの要請を受けて出兵、第二次ウィーン包囲を敢行した。
ウィーン包囲戦はレオポルト1世の呼びかけに応えた神聖ローマ帝国諸侯とポーランド王ヤン3世の急襲で失敗、カラ・ムスタファは責任を問われ処刑された。オスマン帝国は隆盛を保っていたが、オーストリア軍はハンガリーの都市エステルゴムを奪取して準備を整え、翌1684年にローマ教皇インノケンティウス11世の提唱でポーランド・ヴェネツィアと神聖同盟を結び、ハンガリーへ侵攻した。後にロシアも神聖同盟に加盟、オスマン帝国の従属下にある黒海のクリミア・ハン国を攻撃している。

### バルカン半島へ侵攻
遠征軍はレオポルト1世の義弟でウィーン包囲戦で功績を挙げたロレーヌ公シャルル5世を総大将に選出、ウィーンからドナウ川沿いを東に進んでハンガリーへ侵攻する方針を固めた。遠征に際してヨーロッパ諸国から援助と人員が派遣され、十字軍の様相を呈していった。
参加者はイングランド王ジェームズ2世の庶子ジェームズ・フィッツジェームズ、フランスからヴィラール、ドイツからバイエルン選帝侯マクシミリアン2世、バーデン＝バーデン辺境伯ルートヴィヒ・ヴィルヘルム、プリンツ・オイゲン、カレンベルク侯エルンスト・アウグスト・ゲオルク・ルートヴィヒ父子などが加わった。但し、ルイ14世はハプスブルク家の勢いを弱める目的でオスマン帝国と親交を結んでいたため、援助はしていない。
遠征軍はまずブダを包囲したが落とせず、隣のペストを落としただけに終わった。しかし翌1685年にノイホイゼルを占拠してからは順調に進み、1686年にブダを奪還、ハンガリーの大半を手に入れた。1687年にドナウ川を南下してモハーチの戦いでオスマン軍に勝利、トランシルヴァニアにも進出した。アパフィ・ミハーイ1世は協定を結びトランシルヴァニアは実質上ハプスブルク家が領有、テケリは抵抗を続けたが味方の大半がオーストリアに寝返ったため没落、以後はオスマン帝国の援助を受けながら蜂起を繰り返していった。
この間、ヴェネツィアはアドリア海に艦隊を派遣してダルマチア・ボスニアを襲撃、1685年にギリシャに進み1687年にペロポネソス半島を占領した（戦闘中にアテネのパルテノン神殿爆破事件が発生）。1686年に至りロシアが神聖同盟に加盟し、ツァーリのイヴァン5世・ピョートル1世兄弟の姉で摂政ソフィアが重臣ヴァシーリー・ゴリツィンの率いるロシア軍を黒海に派遣、1687年と1689年の2度に渡りクリミア・ハン国に遠征したが、いずれも失敗した為、ソフィアとゴリツィンが失脚して、ピョートル1世の母ナターリヤらの一族に委ねられた。
1688年に遠征軍はバルカン半島に進軍、セルビアの都市ベオグラードも陥落させた。同年にルイ14世がドイツのライン川流域・南ネーデルラント（ベルギー）、イタリアに進軍して大同盟戦争が勃発、シャルル5世・マクシミリアン2世・オイゲンらがライン川、イタリアに派遣され、残されたルートヴィヒ・ヴィルヘルムが司令官としてハンガリー方面を受け持ち1689年にピテシュティを占拠した。オスマン帝国も対策を取り、1687年にスルタン・メフメト4世が廃位され弟のスレイマン2世が擁立、1688年に遠征軍に呼応したチプロフツィの反乱を鎮圧、1689年に大宰相に任命されたキョプリュリュ・ムスタファ・パシャが反撃して1690年にベオグラードを奪還、ドナウ川戦線を立て直した。
だが、1691年にルートヴィヒ・ヴィルヘルムがスランカメンの戦いでムスタファ・パシャを討ち取り、同年にルートヴィヒ・ヴィルヘルムもドイツに転属させられ、オスマン帝国もスレイマン2世が亡くなり弟のアフメト2世が即位したため戦線は停滞した。一方、ロシアでは親政を始めたピョートル1世がアゾフ方面へアゾフ遠征を行い、1695年の遠征は失敗したが、翌1696年の再遠征で奪取して黒海に前進した。1696年にドナウ川方面司令官はザクセン選帝侯フリードリヒ・アウグスト1世が就任したが苦戦続きで、1697年にイタリア方面から戻ったオイゲンに交代、1696年に死去したヤン3世の後釜としてポーランド王選挙に立候補、オーストリア・ロシアの支援でポーランド王に即位した（アウグスト2世）。
1695年にアフメト2世が死去、甥のムスタファ2世が後を継ぐと北上してハンガリーへ向かったが、オイゲンはドナウ川を渡る途中のオスマン軍に奇襲、ゼンタの戦いで大勝利を挙げた。この勝利から和平交渉が進められ、1698年にポーランド軍もピドハイツィの戦いでクリミア・ハン国に勝利、翌1699年にカルロヴィッツ条約を締結した。

### 戦後
カルロヴィッツ条約によりオーストリアはハンガリー・トランシルヴァニアを獲得、東欧に影響力を及ぼした。三十年戦争でドイツから排除され、フランスの勢威に押されていたハプスブルク家は東欧を足掛かりにして新たな大国へと成長していくことになる。但し、未だ貴族と聖職者の権力が強い時期であり、絶対主義からは程遠い状況にあった。また、トランシルヴァニアの反対勢力は健在で、テケリ亡命後に継子のラーコーツィ・フェレンツ2世が大規模な反乱を起こすことになる（ラーコーツィの独立戦争）。
ポーランドはウクライナのポドリアを獲得したが、内政をおろそかにしていたため王権は弱体化、1700年に勃発した大北方戦争を通して更に国威は低下していった。反対にロシアはピョートル1世の下で隆盛を迎え、ポーランドへの干渉を行い、大北方戦争を通して西欧の列強と肩を並べる程になっていった。1711年のプルート川の戦いで敗北し、プルト条約でアゾフはオスマン帝国に返還したが、以後のロシアはオスマン帝国への干渉も行うようになった。ヴェネツィアはダルマチアを獲得したが、過去の栄光を取り戻せず衰退していった。
オスマン帝国はカルロヴィッツ条約でハンガリー・トランシルヴァニアを失い、勢いを失ったことが明らかになった。危機感を抱いたスルタンはヨーロッパに追いつこうと改革に取り組んだが、その都度反対派に阻まれ失敗を繰り返した。やがてバルカン半島に西欧列強が進出、没落の端緒となった。
なお、この戦いに参加したオイゲンを始めとする軍人達は1701年に発生したスペイン継承戦争で指揮官として取り立てられ、ヴィラール・フィッツジェームズ・マクシミリアン2世はフランスに、オイゲンとルートヴィヒ・ヴィルヘルム及びゲオルク・ルートヴィヒはオーストリア側として戦った。ゲオルク・ルートヴィヒは1698年に亡くなった父の後を継いでハノーファー選帝侯となり（1692年にカレンベルク侯から改称）、1714年にイギリス王ジョージ1世に即位した。